# Dealu Viilor (okręg Gorj)
Dealu Viilor – wieś w Rumunii, w okręgu Gorj, w gminie Cătunele. W 2011 roku liczyła 167 mieszkańców.